# Udinese Calcio 2010-2011
Questa voce raccoglie le informazioni riguardanti l'Udinese Calcio nelle competizioni ufficiali della stagione 2010-2011.

## Stagione

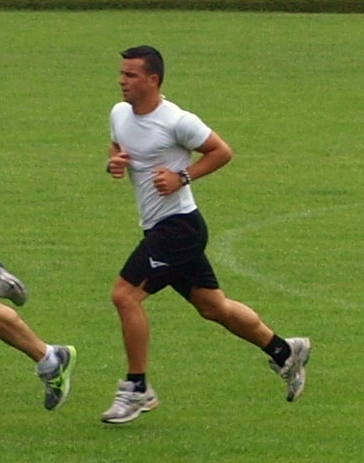
Antonio Di Natale, capocannoniere della Serie A per la seconda stagione consecutiva.

Nel giugno 2010, viene annunciato il ritorno di Guidolin sulla panchina dei friulani. L'inizio del campionato 2010-11 è in salita, con 4 sconfitte in altrettante gare: la prima vittoria giunge solamente al sesto turno, quando una rete di Benatia nel recupero piega il Cesena. Dopodiché, l'Udinese vince per 3 volte di fila e si trova già a lottare per il 4º posto alla nona giornata (-2 sulla Juventus). I bianconeri traggono giovamento dalle reti di Antonio Di Natale, spesso decisivo sotto rete: la punta realizza due triplette con Lecce e Napoli, per successi che confermano il buon momento della squadra, tuttavia le sconfitte contro il Catania e la Roma in mezzo ai buoni risultati, la fa allontanare al 9º posto. Dopo il successo sul Napoli, la squadra fa 7 punti in 5 gare (da ricordare il pirotecnico 4-4 a San Siro contro il Milan) e chiude il girone d'andata all'ottavo posto con 27 punti, sette in meno della Lazio quarta.
L'inizio del girone di ritorno è ottimo, i friulani ottengono 10 punti in quattro giornate, battendo squadre come l'Inter e la Juventus a Torino e si avvicina alla zona Champions. Con altri 10 punti in 4 partite in cui degno di nota è anche il 7-0 conseguito sul campo del Palermo, nella sfida del 27 febbraio 2011: in A nella quale l'Udinese non aveva mai vinto con un tale scarto di gol, la porta ad essere a un solo punto del 4º posto. La zona Champions è finalmente raggiunta alla 29ª giornata e dopo una nuova vittoria sul Catania, l'Udinese è a soli sei punti dalla capolista Milan e si faceva pensare ad una lotta ipotetica per lo scudetto Tuttavia dopo le sconfitte contro Lecce e Roma, l'obbiettivo per i friulani diventerà solamente di conquistare la Champions. 
Le ottime partite del girone di ritorno porterà a chiudere il torneo in quarta posizione a 66 punti in parità con la Lazio (scontri diretti pari, differenza reti a favore dei bianconeri), guadagnando l'accesso ai preliminari di Champions League: il traguardo era stato raggiunto anche nel 2004-05, con lo stesso piazzamento. Di Natale vince per il secondo anno di fila la classifica dei marcatori, andando in rete per 28 volte.
Inoltre, l'Udinese fa il record di punti in serie A battendo i 64 punti fatti nella stagione 1997-1998, record che sarà poi battuto l'anno successivo. Con 65 reti fatte, è a pari merito del Milan Campione d'Italia nel numero di reti segnate.

## Divise e sponsor
Lo sponsor tecnico per la stagione 2010-2011 è Legea, mentre lo sponsor ufficiale è Dacia. "Tipicamente Friulano" e "Lumberjack" sono altri due sponsor presenti nella divisa dell'Udinese.
| Casa | Trasferta | Terza divisa |

## Organigramma societario
Area direttiva
- Presidente: Franco Soldati
- Presidente onorario: Giampaolo Pozzo
- Direttore Sportivo: Fabrizio Larini

Area marketing
- Ufficio marketing: HS01 srl

Area tecnica
- Allenatore: Francesco Guidolin
- Allenatore in seconda: Diego Bortoluzzi
- Preparatore atletico: Claudio Bordon, Paolo Artico, Adelio Diamante
- Preparatore dei portieri: Lorenzo Di Iorio

Area sanitaria
- Responsabile sanitario: Claudio Rigo
- Medici sociali: Fabio Tenore, Riccardo Zero
- Fisioterapisti: Marco Patat, Nicola D'Orlandi, Michele Turloni, Alberto Bertolo, Mauro Favret
- Podologo: Francisco Arana Guzman

## Rosa
Rosa aggiornata al 1º febbraio 2011
| N. |                      | Ruolo | Calciatore                      |
| -- | -------------------- | ----- | ------------------------------- |
| 1  | Slovenia (bandiera)  | P     | Samir Handanovič                |
| 2  | Colombia (bandiera)  | D     | Cristián Zapata (vice capitano) |
| 3  | Cile (bandiera)      | C     | Mauricio Isla                   |
| 4  | Colombia (bandiera)  | C     | Juan Cuadrado                   |
| 6  | Italia (bandiera)    | P     | Emanuele Belardi                |
| 7  | Cile (bandiera)      | A     | Alexis Sánchez                  |
| 8  | Serbia (bandiera)    | D     | Dušan Basta                     |
| 9  | Italia (bandiera)    | A     | Bernardo Corradi                |
| 10 | Italia (bandiera)    | A     | Antonio Di Natale (capitano)    |
| 11 | Italia (bandiera)    | D     | Maurizio Domizzi                |
| 12 | Slovenia (bandiera)  | P     | Jan Koprivec                    |
| 13 | Italia (bandiera)    | D     | Andrea Coda                     |
| 16 | Argentina (bandiera) | A     | Germán Denis                    |
| 17 | Marocco (bandiera)   | D     | Medhi Benatia                   |
| 18 | Italia (bandiera)    | C     | Cristian Battocchio             |
| 19 | Ghana (bandiera)     | C     | Emmanuel Agyemang-Badu          |

| N. |                      | Ruolo | Calciatore           |
| -- | -------------------- | ----- | -------------------- |
| 20 | Ghana (bandiera)     | C     | Kwadwo Asamoah       |
| 21 | Rep. Ceca (bandiera) | A     | Matěj Vydra          |
| 22 | Argentina (bandiera) | A     | Fernando Forestieri  |
| 22 | Svezia (bandiera)    | D     | Joel Ekstrand        |
| 23 | Svizzera (bandiera)  | C     | Almen Abdi           |
| 25 | Italia (bandiera)    | C     | Piermario Morosini   |
| 26 | Italia (bandiera)    | D     | Giovanni Pasquale    |
| 27 | Colombia (bandiera)  | D     | Pablo Armero         |
| 32 | Italia (bandiera)    | D     | Damiano Ferronetti   |
| 45 | Italia (bandiera)    | D     | Gabriele Angella     |
| 50 | Romania (bandiera)   | P     | Alin Bucuroiu        |
| 66 | Italia (bandiera)    | C     | Giampiero Pinzi      |
| 83 | Italia (bandiera)    | A     | Antonio Floro Flores |
| 88 | Svizzera (bandiera)  | C     | Gökhan Inler         |
| 90 | Venezuela (bandiera) | P     | Rafael Romo          |

## Calciomercato
Nel mercato estivo la dirigenza friulana cede vari giocatori tra i quali Simone Pepe alla Juventus, Gaetano D'Agostino alla Fiorentina, Marco Motta, riscattato dalla Roma e ceduto alla Juventus e Aleksandar Luković ceduto allo Zenit San Pietroburgo. In uscita si registrano operazioni minori tra le quali quattro prestiti al Granada e il prestito di Niki Zimling al N.E.C. Nijmegen
In entrata la società friulana ha acquistato come ogni anno molti giovani tra cui l'attaccante ceco Matěj Vydra e il difensore franco-marocchino Mehdi Benatia, oltre all'attaccante argentino del Napoli Germán Denis. Altro acquisto importante è quello del terzino Pablo Armero dal Palmeiras.

### Sessione estiva(dal 1/07 al 31/08)
| Acquisti | Acquisti            | Acquisti          | Acquisti                            |
| R.       | Nome                | da                | Modalità                            |
| -------- | ------------------- | ----------------- | ----------------------------------- |
| P        | Jan Koprivec        | Gallipoli         | fine prestito                       |
| P        | Zdeněk Zlámal       | Cadice            | fine prestito                       |
| D        | Gabriele Angella    | Empoli            | comproprietà                        |
| D        | Pablo Armero        | Palmeiras         | definitivo                          |
| D        | Mehdi Benatia       | Clermont Foot     | svincolato                          |
| D        | Massimo Gotti       | Portogruaro       | fine prestito                       |
| D        | Marco Motta         | Roma              | risoluzione compr. (1,45 milioni €) |
| D        | Alain Nef           | Triestina         | fine prestito                       |
| D        | Allan Nyom          | Granada           | fine prestito                       |
| D        | Jonathan Rossini    | Sassuolo          | fine prestito                       |
| D        | Nikola Vujadinović  | Unirea Alba Iulia | fine prestito                       |
| C        | Almen Abdi          | Le Mans           | svincolato                          |
| C        | Abel Aguilar        | Real Saragozza    | fine prestito                       |
| C        | Carlos Calvo        | Xerez             | definitivo                          |
| C        | Antonio Candreva    | Juventus          | fine prestito                       |
| C        | Diego Fabbrini      | Empoli            | comproprietà                        |
| C        | Ritchie Kitoko      | Granada           | fine prestito                       |
| C        | Flavio Lazzari      | Gallipoli         | fine prestito                       |
| C        | Sakari Mattila      | Ascoli            | fine prestito                       |
| C        | Kelvin Matute       | Cesena            | fine prestito                       |
| C        | Piermario Morosini  | AlbinoLeffe       | fine prestito                       |
| C        | Giampiero Pinzi     | Chievo            | fine prestito                       |
| C        | Juan Surraco        | Ancona            | fine prestito                       |
| A        | Leandro Caruso      | Vélez Sarsfield   | fine prestito                       |
| A        | Germán Denis        | Napoli            | comproprietà (2 milioni €)          |
| A        | Fernando Forestieri | Malaga            | fine prestito                       |
| A        | Odion Ighalo        | Granada           | fine prestito                       |
| A        | Federico Laurito    | Huracán           | fine prestito                       |
| A        | Luis Muriel         | Deportivo Cali    | definitivo (1,5 milioni €)          |
| A        | Fabián Orellana     | Xerez             | fine prestito                       |
| A        | Ferdinando Sforzini | Bari              | fine prestito                       |
| A        | Matěj Vydra         | Baník Ostrava     | definitivo (4 milioni €)            |

| Cessioni | Cessioni              | Cessioni              | Cessioni                                   |
| R.       | Nome                  | a                     | Modalità                                   |
| -------- | --------------------- | --------------------- | ------------------------------------------ |
| P        | Zdeněk Zlámal         | Slavia Praga          | prestito                                   |
| D        | Jonni Cabrera         | Granada               | prestito                                   |
| D        | Ricardo Chará         | Empoli                | prestito                                   |
| D        | Felipe                | Fiorentina            | riscatto (6 milioni €)                     |
| D        | Massimo Gotti         | Empoli                | prestito diritto riscatto metà             |
| D        | Aleksandar Luković    | Zenit San Pietroburgo | definitivo (7,5 milioni €)                 |
| D        | Jonathan Mensah       | Granada               | rinnovo prestito (0 milioni €)             |
| D        | Vittorio Micolucci    | Ascoli                | risoluzione compr. (0 milioni €)           |
| D        | Marco Motta           | Juventus              | prestito diritto riscatto (1,25 milioni €) |
| D        | Alain Nef             | Young Boys            | prestito                                   |
| D        | Matteo Piccinni       | AlbinoLeffe           | risoluzione compr.                         |
| D        | Jonathan Rossini      | Sampdoria             | rinnovo comproprietà                       |
| C        | Abel Aguilar          | Hércules              | comproprietà (1,5 milioni €)               |
| C        | Ergün Berisha         | İstanbul Başakşehir   | rinnovo prestito                           |
| C        | Richard Boateng       | Granada               | prestito                                   |
| C        | Carlos Calvo          | Granada               | prestito (0 milioni €)                     |
| C        | Antonio Candreva      | Parma                 | prestito                                   |
| C        | Gaetano D'Agostino    | Fiorentina            | comproprietà (4,5 milioni €)               |
| C        | Andreas Landgren      | Willem II             | prestito                                   |
| C        | Flavio Lazzari        | Empoli                | prestito                                   |
| C        | Francesco Lodi        | Empoli                | fine prestito                              |
| C        | Sakari Mattila        | Bellinzona            | prestito diritto riscatto metà             |
| C        | Kelvin Matute         | Triestina             | prestito diritto riscatto metà             |
| C        | José Montiel          | Reggina               | risoluzione comproprietà                   |
| C        | Christian Obodo       | Torino                | prestito diritto riscatto metà             |
| C        | Mohammed Rabiu        | Thonon Évian          | prestito                                   |
| C        | Jaime Romero Gómez    | Bari                  | prestito                                   |
| C        | Paolo Sammarco        | Sampdoria             | fine prestito                              |
| C        | Guilherme Siqueira    | Granada               | prestito (0 milioni €)                     |
| C        | Juan Surraco          | Livorno               | prestito diritto riscatto metà             |
| C        | Luz Santos Wellington | Pisa                  | prestito                                   |
| C        | Niki Zimling          | N.E.C.                | prestito                                   |
| A        | Alemão                | Vicenza               | comproprietà                               |
| A        | Paulo Barreto         | Bari                  | comproprietà (4,5 milioni €)               |
| A        | Leandro Caruso        | River Plate           | prestito diritto riscatto (0,25 milioni €) |
| A        | Alexandre Geijo       | Granada               | prestito (0 milioni €)                     |
| A        | Odion Ighalo          | Cesena                | prestito                                   |
| A        | Antonio Langella      | Bari                  | risoluzione compr. (0 milioni €)           |
| A        | Luis Muriel           | Granada               | prestito (0 milioni €)                     |
| A        | Simone Pepe           | Juventus              | prestito diritto riscatto (2,6 milioni €)  |
| A        | Ferdinando Sforzini   | CFR Cluj              | prestito                                   |
| A        | José Ricardo Villar   | Triestina             | comproprietà                               |

### Sessione invernale(dal 03/01 al 31/01)
| Acquisti | Acquisti             | Acquisti         | Acquisti      |
| R.       | Nome                 | da               | Modalità      |
| -------- | -------------------- | ---------------- | ------------- |
| P        | Nikos Giannakopoulos | Asteras Tripolīs | definitivo    |
| D        | Joel Ekstrand        | Helsingborg      | definitivo    |
| A        | Odion Ighalo         | Cesena           | fine prestito |

| Cessioni | Cessioni             | Cessioni     | Cessioni |
| R.       | Nome                 | a            | Modalità |
| -------- | -------------------- | ------------ | -------- |
| P        | Rafael Romo          | Est. Mérida  | prestito |
| D        | Jonathan Rossini     | Sassuolo     | prestito |
| D        | Oliveira Jefferson   | Salernitana  | prestito |
| C        | Jo Inge Berget       | Strømsgodset | prestito |
| C        | Piermario Morosini   | Vicenza      | prestito |
| C        | Ritchie Kitoko       | Tenerife     | prestito |
| A        | Odion Ighalo         | Granada      | prestito |
| A        | Antonio Floro Flores | Genoa        | prestito |
| A        | Federico Laurito     | Empoli       | prestito |
| A        | Alemão               | Varese       | prestito |

## Risultati

### Serie A

#### Girone di andata
| Arbitro: | Rocchi (Firenze) |

|  |           |           |
|  | Marcatori | 81’ Mesto |

| Arbitro: | Brighi (Cesena) |

|                    |           |                  |
| Lúcio 7’ Eto'o 67’ | Marcatori | 31’ Floro Flores |

| Arbitro: | Bergonzi (Genova) |

|  |           |                                                             |
|  | Marcatori | 18’ (aut.) Coda 24’ Quagliarella 43’ Marchisio 77’ Iaquinta |

| Arbitro: | Celi (Campobasso) |

|                         |           |              |
| Giménez 16’ Di Vaio 90’ | Marcatori | 9’ Di Natale |

| Genova 26 settembre 2010, ore 15:00 CEST 5ª giornata | Sampdoria           | 0 – 0 referto | Udinese | Stadio Luigi Ferraris\| Arbitro: \| Gervasoni (Mantova) \| |
| Arbitro:                                             | Gervasoni (Mantova) |               |         |                                                            |

| Arbitro: | Rocchi (Firenze) |

|               |           |  |
| Benatia 90+3’ | Marcatori |  |

| Arbitro: | Romeo (Verona) |

|  |           |             |
|  | Marcatori | 80’ Corradi |

| Arbitro: | Giannoccaro (Lecce) |

|                                 |           |             |
| Benatia 9’ Di Natale 54’ (rig.) | Marcatori | 83’ Pinilla |

| Arbitro: | Pierpaoli (Firenze) |

|  |           |                      |
|  | Marcatori | 16’ Sánchez 60’ Isla |

| Arbitro: | Tozzi (Ostia Lido) |

|                  |           |           |
| Floro Flores 44’ | Marcatori | 12’ Conti |

| Arbitro: | De Marco (Chiavari) |

|                |           |  |
| Maxi López 60’ | Marcatori |  |

| Arbitro: | Mazzoleni (Bergamo) |

|                                          |           |  |
| Di Natale 11’, 24’, 40’ Floro Flores 55’ | Marcatori |  |

| Arbitro: | Orsato (Schio) |

|                         |           |  |
| Ménez 24’ Borriello 56’ | Marcatori |  |

| Arbitro: | Romeo (Verona) |

|                                |           |            |
| Di Natale 17’ (rig.), 44’, 56’ | Marcatori | 57’ Hamšík |

| Arbitro: | Celi (Campobasso) |

|                        |           |               |
| Crespo 24’ (rig.), 56’ | Marcatori | 35’ Di Natale |

| Arbitro: | De Marco (Chiavari) |

|                          |           |             |
| Armero 63’ Di Natale 80’ | Marcatori | 31’ Santana |

| Arbitro: | Gervasoni (Mantova) |

|                                         |           |                       |
| Hernanes 2’ Biava 52’ Zapata 88’ (aut.) | Marcatori | 50’ Sánchez 61’ Denis |

| Arbitro: | Gava (Conegliano) |

|                           |           |  |
| Sánchez 14’ Di Natale 25’ | Marcatori |  |

| Arbitro: | Valeri (Roma) |

|                                                    |           |                                          |
| Pato 45’, 82’ Benatia 78’ (aut.) Ibrahimović 90+3’ | Marcatori | 35’, 66’ Di Natale 53’ Sánchez 89’ Denis |

#### Girone di ritorno
| Arbitro: | Guida (Torre Annunziata) |

|                            |           |                                                |
| Milanetto 45+1’ Destro 57’ | Marcatori | 27’ Armero 56’ Di Natale 69’ Sánchez 90’ Denis |

| Arbitro: | Morganti (Ascoli Piceno) |

|                                      |           |               |
| Zapata 21’ Di Natale 25’ Domizzi 69’ | Marcatori | 16’ Stanković |

| Arbitro: | Giannoccaro (Lecce) |

|               |           |                        |
| Marchisio 60’ | Marcatori | 67’ Zapata 84’ Sánchez |

| Arbitro: | Doveri (Roma) |

|             |           |             |
| Domizzi 77’ | Marcatori | 65’ Di Vaio |

| Arbitro: | Pierpaoli (Firenze) |

|                           |           |  |
| Sánchez 18’ Di Natale 40’ | Marcatori |  |

| Arbitro: | Orsato (Schio) |

|  |           |                              |
|  | Marcatori | 41’, 75’ Di Natale 69’ Inler |

| Udine 20 febbraio 2011, ore 15:00 CET 26ª giornata | Udinese           | 0 – 0 referto | Brescia | Stadio Friuli\| Arbitro: \| Bergonzi (Genova) \| |
| Arbitro:                                           | Bergonzi (Genova) |               |         |                                                  |

| Arbitro: | Peruzzo (Schio) |

|  |           |                                                           |
|  | Marcatori | 10’, 41’, 61’ (rig.) Di Natale 19’, 28’, 42’, 48’ Sánchez |

| Arbitro: | Massa (Imperia) |

|                      |           |  |
| Di Natale 76’ (rig.) | Marcatori |  |

| Arbitro: | Banti (Livorno) |

|  |           |                                            |
|  | Marcatori | 42’ Benatia 43’ Sánchez 48’, 54’ Di Natale |

| Arbitro: | C. Russo (Nola) |

|                                |           |  |
| Inler 22’ Di Natale 74’ (rig.) | Marcatori |  |

| Arbitro: | De Marco (Chiavari) |

|                     |           |  |
| Bertolacci 48’, 65’ | Marcatori |  |

| Arbitro: | Damato (Barletta) |

|               |           |                       |
| Di Natale 87’ | Marcatori | 57’ (rig.), 94’ Totti |

| Arbitro: | Tagliavento (Terni) |

|             |           |                     |
| Mascara 96’ | Marcatori | 55’ Inler 61’ Denis |

| Arbitro: | Valeri (Roma) |

|  |           |                 |
|  | Marcatori | 13’, 91’ Amauri |

| Arbitro: | Brighi (Cesena) |

|                                              |           |                       |
| Vargas 9’ D'Agostino 21’, 51’ Cerci 71’, 86’ | Marcatori | 29’ Pinzi 57’ Asamoah |

| Arbitro: | Rizzoli (Bologna) |

|                    |           |           |
| Di Natale 35’, 42’ | Marcatori | 76’ Kozák |

| Arbitro: | Rocchi (Firenze) |

|  |           |                      |
|  | Marcatori | 28’ Isla 75’ Asamoah |

| Udine 22 maggio 2011, ore 20:45 CEST 38ª giornata | Udinese             | 0 – 0 referto | Milan | Stadio Friuli\| Arbitro: \| Tagliavento (Terni) \| |
| Arbitro:                                          | Tagliavento (Terni) |               |       |                                                    |

### Coppa Italia

#### Turni preliminari
| Arbitro: | Gava (Conegliano) |

|                                               |           |  |
| Floro Flores 20’ Corradi 25’, 56’ Angella 43’ | Marcatori |  |

| Arbitro: | Peruzzo (Schio) |

|                                      |           |               |
| Corradi 78’ (rig.) Floro Flores 120’ | Marcatori | 17’ Chevantón |

#### Fase finale
| Arbitro: | Celi (Campobasso) |

|                                               |                      |                                      |
| Macheda 32’ Pazzini 108’ (rig.)               | Marcatori            | 89’ Isla 92’ Denis                   |
| Mannini Pozzi Guberti Ziegler Pazzini Tissone | Tiri di rigore 5 – 4 | Sánchez Abdi Inler Armero Denis Isla |

## Statistiche

### Statistiche di squadra
| Competizione | Punti | In casa | In casa | In casa | In casa | In casa | In casa | In trasferta | In trasferta | In trasferta | In trasferta | In trasferta | In trasferta | Totale | Totale | Totale | Totale | Totale | Totale | DR  |
| Competizione | Punti | G       | V       | N       | P       | Gf      | Gs      | G            | V            | N            | P            | Gf           | Gs           | G      | V      | N      | P      | Gf     | Gs     | DR  |
| ------------ | ----- | ------- | ------- | ------- | ------- | ------- | ------- | ------------ | ------------ | ------------ | ------------ | ------------ | ------------ | ------ | ------ | ------ | ------ | ------ | ------ | --- |
| Serie A      | 66    | 19      | 11      | 4       | 4       | 27      | 16      | 19           | 9            | 2            | 8            | 38           | 27           | 38     | 20     | 6      | 12     | 65     | 43     | +22 |
| Coppa Italia | -     | 2       | 2       | 0       | 0       | 6       | 1       | 1            | 0            | 1            | 0            | 2            | 2            | 3      | 2      | 1      | 0      | 8      | 3      | +5  |
| Totale       | -     | 21      | 13      | 4       | 3       | 33      | 17      | 20           | 9            | 3            | 8            | 36           | 29           | 41     | 22     | 7      | 12     | 73     | 46     | +27 |

### Andamento in campionato
| Giornata  | 1  | 2  | 3  | 4  | 5  | 6  | 7  | 8  | 9 | 10 | 11 | 12 | 13 | 14 | 15 | 16 | 17 | 18 | 19 | 20 | 21 | 22 | 23 | 24 | 25 | 26 | 27 | 28 | 29 | 30 | 31 | 32 | 33 | 34 | 35 | 36 | 37 | 38 |
| --------- | -- | -- | -- | -- | -- | -- | -- | -- | - | -- | -- | -- | -- | -- | -- | -- | -- | -- | -- | -- | -- | -- | -- | -- | -- | -- | -- | -- | -- | -- | -- | -- | -- | -- | -- | -- | -- | -- |
| Luogo     | C  | T  | C  | T  | T  | C  | T  | C  | T | C  | T  | C  | T  | C  | T  | C  | T  | C  | T  | T  | C  | T  | C  | C  | T  | C  | T  | C  | T  | C  | T  | C  | T  | C  | T  | C  | T  | C  |
| Risultato | P  | P  | P  | P  | N  | V  | V  | V  | V | N  | P  | V  | P  | V  | P  | V  | P  | V  | N  | V  | V  | V  | N  | V  | V  | N  | V  | V  | V  | V  | P  | P  | V  | P  | P  | V  | V  | N  |
| Posizione | 17 | 20 | 20 | 20 | 20 | 20 | 18 | 11 | 8 | 10 | 12 | 8  | 11 | 9  | 11 | 9  | 10 | 8  | 8  | 8  | 8  | 6  | 7  | 7  | 5  | 5  | 5  | 5  | 4  | 4  | 4  | 5  | 5  | 5  | 5  | 4  | 4  | 4  |

Legenda:

Luogo: C = Casa; T = Trasferta. Risultato: V = Vittoria; N = Pareggio; P = Sconfitta.

### Statistiche dei giocatori
Sono in corsivo i calciatori che hanno lasciato la società a stagione in corso.
| Giocatore       | Serie A  | Serie A | Serie A     | Serie A    | Coppa Italia | Coppa Italia | Coppa Italia | Coppa Italia | Totale   | Totale | Totale      | Totale     |
| Giocatore       | Presenze | Reti    | Ammonizioni | Espulsioni | Presenze     | Reti         | Ammonizioni  | Espulsioni   | Presenze | Reti   | Ammonizioni | Espulsioni |
| --------------- | -------- | ------- | ----------- | ---------- | ------------ | ------------ | ------------ | ------------ | -------- | ------ | ----------- | ---------- |
| A. Abdi         | 19       | 0       | 5           | 0          | 2            | 0            | 0            | 0            | 21       | 0      | 5           | 0          |
| G. Angella      | 8        | 0       | 0           | 1          | 3            | 1            | 0            | 0            | 11       | 1      | 0           | 1          |
| P. Armero       | 31       | 2       | 4           | 0          | 2            | 0            | 0            | 0            | 33       | 2      | 4           | 0          |
| K. Asamoah      | 38       | 2       | 3           | 0          | 1            | 0            | 0            | 0            | 39       | 2      | 3           | 0          |
| E. Badu         | 8        | 0       | 2           | 0          | 3            | 0            | 0            | 0            | 11       | 0      | 2           | 0          |
| D. Basta        | -        | -       | -           | -          | -            | -            | -            | -            | -        | -      | -           | -          |
| C. Battocchio   | 1        | 0       | 0           | 0          | -            | -            | -            | -            | 1        | 0      | 0           | 0          |
| E. Belardi      | 3        | -3      | 0           | 0          | 3            | -3           | 0            | 0            | 6        | -6     | 0           | 0          |
| M. Benatia      | 34       | 4       | 8           | 0          | -            | -            | -            | -            | 34       | 4      | 8           | 0          |
| A. Coda         | 22       | 0       | 3           | 1          | 3            | 0            | 1            | 0            | 25       | 0      | 4           | 1          |
| B. Corradi      | 18       | 1       | 2           | 0          | 2            | 3            | 0            | 0            | 20       | 4      | 2           | 0          |
| J. Cuadrado     | 9        | 0       | 3           | 0          | 3            | 0            | 2            | 0            | 12       | 0      | 5           | 0          |
| G. Denis        | 25       | 4       | 1           | 0          | 2            | 1            | 0            | 0            | 27       | 5      | 1           | 0          |
| A. Di Natale    | 36       | 28      | 3           | 0          | 1            | 0            | 0            | 0            | 37       | 28     | 3           | 0          |
| M. Domizzi      | 30       | 2       | 7           | 1          | 1            | 0            | 0            | 0            | 31       | 2      | 7           | 1          |
| J. Ekstrand     | 1        | 0       | 0           | 0          | -            | -            | -            | -            | 1        | 0      | 0           | 0          |
| D. Ferronetti   | -        | -       | -           | -          | -            | -            | -            | -            | -        | -      | -           | -          |
| A. Floro Flores | 12       | 3       | 0           | 0          | 2            | 2            | 0            | 0            | 14       | 5      | 0           | 0          |
| F. Forestieri   | -        | -       | -           | -          | 1            | 0            | 1            | 0            | 1        | 0      | 1           | 0          |
| S. Handanovič   | 35       | -40     | 4           | 0          | -            | -            | -            | -            | 35       | -40    | 4           | 0          |
| G. Inler        | 35       | 3       | 5           | 1          | 1            | 0            | 0            | 0            | 36       | 3      | 5           | 1          |
| M. Isla         | 34       | 2       | 1           | 0          | 1            | 1            | 0            | 0            | 35       | 3      | 1           | 0          |
| J. Koprivec     | -        | -       | -           | -          | -            | -            | -            | -            | -        | -      | -           | -          |
| P. Morosini     | -        | -       | -           | -          | 2            | 0            | 0            | 0            | 2        | 0      | 0           | 0          |
| G. Pasquale     | 16       | 0       | 2           | 1          | 2            | 0            | 0            | 0            | 18       | 0      | 2           | 1          |
| G. Pinzi        | 34       | 1       | 9           | 1          | 1            | 0            | 0            | 0            | 35       | 1      | 9           | 1          |
| R. Romo         | -        | -       | -           | -          | -            | -            | -            | -            | -        | -      | -           | -          |
| A. Sanchez      | 31       | 12      | 7           | 1          | 2            | 0            | 1            | 0            | 33       | 12     | 8           | 1          |
| M. Vydra        | 2        | 0       | 0           | 0          | 1            | 0            | 0            | 0            | 3        | 0      | 0           | 0          |
| C. Zapata       | 35       | 2       | 6           | 0          | 3            | 0            | 0            | 0            | 38       | 2      | 6           | 0          |